# Cathédrale du Signe
La cathédrale du Signe (en russe : Знаменский собор, Znamenski Sobor) ou encore la cathédrale de l'icône de Notre-Dame du Signe est située à Veliky Novgorod, tout près de l'église de la Transfiguration-du-Sauveur-sur-Iline. Elle a été construite en 1682 à l'emplacement d'un édifice du XIVe siècle qui avait brûlé et était appelé l'église de Notre-Dame du Signe.

## Le Signe
Le nom de l'icône Notre-Dame du Signe fait référence à la médiation ou Intercession de la Mère de Dieu, dans l'attitude de l'orante, vers le Christ qui apparait (théophanie). Elle porte le médaillon de Jésus sur sa poitrine ou, dans d'autres icônes, tient son fils devant elle, debout ou à genoux. Le mot Signe signifie aussi l'Annonciation et la promesse de la Naissance du Christ (Noël) et des évènements décrits dans les évangiles jusqu'à la Parousie. Le mot russe Znaménié peut encore, en effet, être traduit par apparition en l'occurrence celle de l'ange de l'Annonciation à Marie .

## Histoire
L'initiateur et l'organisateur de la construction de cette cathédrale, en vue de servir de sanctuaire à l'icône dont elle a reçu le nom de Notre-Dame du Signe, est le métropolite de Novgorod Kornilli. La Maison de Sainte-Sophie finança sa construction. Des streltsy, venus de Moscou, participèrent à la construction des murs. Les travaux de charpenterie furent pris en charge par deux artels de Novgorod.
La cathédrale est consacrée le 20 novembre 1687 par la métropolite de Novgorod Kornili. En 1696, elle est la proie des flammes, puis est reconstruite. En 1699 une iconostase est installée dans la partie centrale. Ses cadres sont sculptés et complétés d'icônes. On connaît le nom de deux sculpteurs qui ont pris part à ces travaux : Ivan Timofeev et Vasili Kobylinski. Sous le métropolite Job, en 1702, est créé un ensemble de fresques murales. Il est fait appel à cette fin à l'artel d'un maître de Kostroma sous la direction d'Ivan Iakovlevitch Bakhmatov.
La cathédrale subit de gros dégâts durant la Seconde Guerre mondiale. Les troupes allemandes l'utilisent comme caserne. Le cadre sculpté de l'iconostase est, selon toute vraisemblance, incendié. La plupart des icônes sont emportées et n'ont plus été retrouvées.
Un travail important de réhabilitation et de restauration de la cathédrale a été accompli par l'Atelier de restauration scientifique spécialisé de Novgorod (NSNRPM). En 1950 des réparations urgentes et, en 1960-70, des travaux de restauration furent poursuivis sous la direction de G. M. Chtender. La restauration des peintures a débuté seulement après la guerre avec la participation des artistes G. S. Batkhel et V.G. Briousov. Les travaux se poursuivent depuis 1974.

## Description

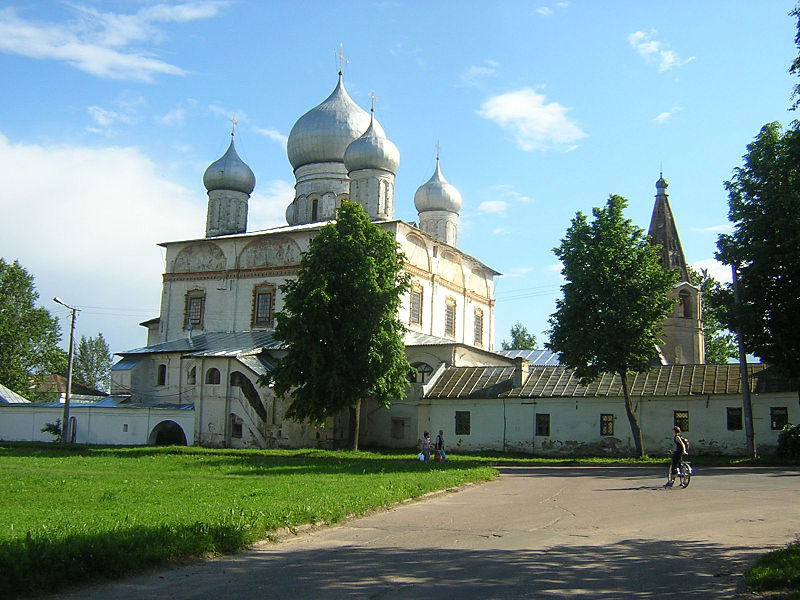
La cathédrale avec le clocher

L'architecture de l'édifice est de type traditionnel du milieu du XVIIe siècle, avec ses quatre piliers, ses trois absides, ses cinq coupoles, dont une centrale plus importante, son paperte à deux niveaux. Les façades du volume principal sont découpées par des lésènes et recouvertes par de faux zakomars, garnis de peintures décoratives. Sous les zakomars court une frise dont le dessin en « œil de paon », est caractéristique des édifices de Moscou et de Kostroma. Les fenêtres sont décorées de motifs simples faits de figures de briques. Le paperte est entouré d'une ceinture de carreaux de faïence.
La cathédrale a été reconstruite à plusieurs reprises et a perdu dans une certaine mesure ses formes initiales. On sait qu'elle a ainsi été reconstruite après un incendie en 1745. En 1844-1845, ce sont les dons de la comtesse Anna Alexeevna Orlova-Tchesmenskaia qui ont permis la restauration. Il en résulte que de nombreux éléments architecturaux ont été modifiés au fil du temps : la forme du toit, celle de l'aile ouest. D'autres ont été entièrement reconstruits : l'aile sud et l'entrée du paperte de ce côté, l'aile nord . Sur les tambours la couleur a pratiquement disparu. La peinture originale a été recouverte de couches successives de couleurs.